# Bódi László szerzeményeinek listája
Ez a lap azokat a dalokat sorolja fel, amelyek zenéjét vagy szövegét Cipő írta.
A daloknál szereplő album többnyire azt a stúdióalbumot jelenti, amelyen először megjelent. Több album akkor szerepel, ha más előadók lemezén is szerepelt a dal vagy később újra felvették. Koncert- vagy válogatásalbum csak akkor szerepel, ha az adott dal nem került fel stúdióalbumra.
A lista forráshiány miatt nem teljes. A Cipőfűző együttes dalai közül még csak néhány szerepel, amelyekről forrásokkal alátámasztott, hogy a Republicban is énekelte. Visszaemlékezések szerint írt dalszövegeket a Känguru együttesnek is, de ezekről is szükség van ellenőrizhető forrásra.

## 1
| Dal címe               | Szerzőség    | Szerzőtárs         | Előadó   | Album                        | Megjelenés |
| ---------------------- | ------------ | ------------------ | -------- | ---------------------------- | ---------- |
| 1526                   | zene, szöveg |                    | Republic | Aranyalbum 1990–2000         | 2000       |
| „16 tonna” fekete szén | zene, szöveg |                    | Republic | Üzenet                       | 1998       |
| 1994                   | szöveg       | Patai Tamás (zene) | Republic | Hahó öcsi!!!                 | 1993       |
| 19 vagy 17             | zene, szöveg |                    | Republic | 1 Magyarország 1 Mennyország | 2005       |

## 6
| Dal címe   | Szerzőség    | Szerzőtárs | Előadó   | Album | Megjelenés |
| ---------- | ------------ | ---------- | -------- | ----- | ---------- |
| A 67-es út | zene, szöveg |            | Republic | Disco | 1994       |

## A, Á
| Dal címe                                     | Szerzőség    | Szerzőtárs                   | Előadó            | Album                              | Megjelenés |
| -------------------------------------------- | ------------ | ---------------------------- | ----------------- | ---------------------------------- | ---------- |
| Adj erőt és adj időt                         | zene, szöveg |                              | Republic          | Igen                               | 1996       |
| Ahogy a halak                                | zene, szöveg |                              | Republic          | Indul a mandula!!!                 | 1991       |
| Ahogy nyílik a kapu                          | szöveg       | Boros Csaba (zene)           | Republic          | Kenyér vagy igazság                | 2006       |
| Ahová megyek                                 | szöveg       | Boros Csaba (zene)           | Republic          | Só és cukor                        | 2000       |
| Akarom, hogy mondd                           | zene, szöveg |                              | Republic          | Disco                              | 1994       |
| Állami Áruház                                | zene, szöveg |                              | Republic          | Mohikán                            | 2004       |
| Álmot ígér ez a hajnal                       | szöveg       | Tóth Zoltán (zene)           | Republic          | Tüzet viszek                       | 1995       |
| Altató                                       | zene         | Tóth Krisztina verse         | Halász Judit      | Minden felnőtt volt egyszer gyerek | 2003       |
| Amit nem értek                               | zene         | Nagy Bandó András verse      | Halász Judit      | Hívd a nagymamát                   | 2005       |
| Amit nem értek                               | zene         | Nagy Bandó András verse      | Republic          | 1 Magyarország 1 Mennyország       | 2005       |
| Annál jobb ez, minél rosszabb Minden mindegy | zene, szöveg |                              | Republic          | Tüzet viszek                       | 1995       |
| Annál jobb ez, minél rosszabb Minden mindegy | zene, szöveg | Balázsovits Edit & Republic  | Új Republic-dalok | 2009                               |            |
| Árad a szeretet                              | zene         | Müller Péter Sziámi (szöveg) | Koncz Zsuzsa      | Tündérország                       | 2013       |
| Ausztrália–Esmeralda                         | szöveg       | Patai Tamás (zene)           | Republic          | Só és cukor                        | 2000       |
| Az volna jó                                  | zene, szöveg |                              | Republic          | Igen                               | 1996       |

## B
| Dal címe                | Szerzőség          | Szerzőtárs                                                                          | Előadó       | Album                | Megjelenés |
| ----------------------- | ------------------ | ----------------------------------------------------------------------------------- | ------------ | -------------------- | ---------- |
| Bartók Béla üdvözlésére | zene (feldolgozás) | Bartók Béla műve alapján; Boros Csaba, Nagy László Attila, Patai Tamás, Tóth Zoltán | Republic     | Klasszikusok         | 2013       |
| Beszél a Te szemed      | zene, szöveg       |                                                                                     | Republic     | Hoppá-Hoppá!!! (CD)  | 1995       |
| Bundás medve            | zene               | Devecseri Gábor verse                                                               | Halász Judit | Rendkívüli gyereknap | 1998       |

## Cs
| Dal címe                | Szerzőség    | Szerzőtárs         | Előadó                  | Album                        | Megjelenés |
| ----------------------- | ------------ | ------------------ | ----------------------- | ---------------------------- | ---------- |
| Csak a szívemen át      | zene, szöveg |                    | Republic                | Tüzet viszek                 | 1995       |
| Csak a testünk múlik el | zene, szöveg |                    | Republic                | Mohikán                      | 2004       |
| Csak az emlék marad…    | zene, szöveg |                    | Cipőfűző                | kiadatlan                    | kiadatlan  |
| Csak az emlék marad…    | zene, szöveg | Republic           | Zászlók a szélben       | 1997                         |            |
| Csak én, süllyed el…    | zene, szöveg |                    | Republic                | Fényes utakon                | 2007       |
| Csak játssz a szívemmel | szöveg       | Tóth Zoltán (zene) | Republic                | Kenyér vagy igazság          | 2006       |
| Csak messziről figyelj  | zene, szöveg |                    | Republic                | Igen                         | 1996       |
| Csak most legyen        | zene, szöveg |                    | Republic & Rajcs Renáta | A Cipő és a Lány – Amsterdam | 1995       |
| Csak Te vagy és én      | szöveg       | Patai Tamás (zene) | Republic                | Kenyér vagy igazság          | 2006       |
| Csak valami más         | zene, szöveg |                    | Republic                | Só és cukor                  | 2000       |
| A csend beszél tovább   | zene, szöveg |                    | Republic                | Tüzet viszek                 | 1995       |
| Csillagszóró            | zene, szöveg |                    | Republic & Rajcs Renáta | A Cipő és a Lány – Amsterdam | 1995       |
| Csodákban lépkedem      | zene, szöveg |                    | Cipőfűző                | kiadatlan                    | kiadatlan  |
| Csodákban lépkedem      | zene, szöveg | Republic           | Boldogság.hu            | 1999                         |            |
| Csodálatos világ        | zene, szöveg |                    | Koncz Zsuzsa & Cipő     | Csodálatos világ             | 1998       |

## D
| Dal címe         | Szerzőség    | Szerzőtárs         | Előadó   | Album             | Megjelenés |
| ---------------- | ------------ | ------------------ | -------- | ----------------- | ---------- |
| De jó, hogy élek | zene, szöveg |                    | Republic | Én vagyok a világ | 1992       |
| Dudu             | szöveg       | Boros Csaba (zene) | Republic | Mohikán           | 2004       |

## E, É
| Dal címe                         | Szerzőség          | Szerzőtárs                                                                           | Előadó                      | Album                        | Megjelenés |
| -------------------------------- | ------------------ | ------------------------------------------------------------------------------------ | --------------------------- | ---------------------------- | ---------- |
| Edvard Grieg megidézésére        | zene (feldolgozás) | Edvard Grieg műve alapján; Boros Csaba, Nagy László Attila, Patai Tamás, Tóth Zoltán | Republic                    | Klasszikusok                 | 2013       |
| Ég és föld között Születni kell… | zene, szöveg       |                                                                                      | Koncz Zsuzsa                | Ég és föld között            | 1997       |
| Ég és föld között Születni kell… | zene, szöveg       | Republic                                                                             | Üzenet                      | 1998                         |            |
| Égi lovakon                      | szöveg             | Patai Tamás (zene)                                                                   | Republic                    | Igen                         | 1996       |
| Egy balta száll                  | zene, szöveg       |                                                                                      | Republic                    | Tiszta udvar, rendes ház     | 2008       |
| Egy kicsit, még velem            | zene, szöveg       |                                                                                      | Republic                    | Köztársaság                  | 2010       |
| Egyszer egy szép napon           | zene, szöveg       |                                                                                      | Republic                    | Hahó öcsi!!!                 | 1993       |
| Egyszer voltam                   | szöveg             | Patai Tamás (zene)                                                                   | Balázsovits Edit & Republic | Új Republic-dalok            | 2009       |
| Egy szó, egy hang                | zene, szöveg       |                                                                                      | Republic                    | Bólints Tibi!                | 2012       |
| Elhoztam én                      | zene, szöveg       |                                                                                      | Republic                    | Igen                         | 1996       |
| Éhes és fázik                    | zene, szöveg       |                                                                                      | Republic                    | Só és cukor                  | 2000       |
| Elindultam szép hazámból…        | szöveg             | Tóth Zoltán (zene)                                                                   | Republic                    | Igen                         | 1996       |
| Elindultam szép hazámból…        | szöveg             | Tóth Zoltán (zene)                                                                   | Cseh Tamás                  | Levélváltás                  | 2000       |
| Az ember remekmű                 | zene, szöveg       |                                                                                      | Republic                    | A reklám után                | 2001       |
| Emlék                            | zene               | Vörös István verse                                                                   | Koncz Zsuzsa                | Egyszerű ez…                 | 2006       |
| Engedem csináljon bármit         | zene, szöveg       |                                                                                      | Republic                    | Üzenet                       | 1998       |
| Engedj közelebb                  | zene, szöveg       |                                                                                      | Republic                    | Én vagyok a világ            | 1992       |
| Az én országom                   | szöveg             | Nagy László Attila (zene)                                                            | Republic                    | Aki hallja, adja át!!!       | 2003       |
| Én veled úgy vagyok              | szöveg             | Boros Csaba (zene)                                                                   | Republic                    | Miért, maga bohóc?           | 2011       |
| Erdő közepében                   | zene, szöveg       |                                                                                      | Republic                    | Hahó öcsi!!!                 | 1993       |
| Ez a bolt egy jó hely            | zene, szöveg       |                                                                                      | Republic                    | A rózsa vére                 | 1998       |
| Ez a ház csupa szeretet          | zene, szöveg       |                                                                                      | Republic & Rajcs Renáta     | A Cipő és a Lány – Amsterdam | 1995       |
| Ez a tűz most ég                 | zene, szöveg       |                                                                                      | Republic & Rajcs Renáta     | A Cipő és a Lány – Amsterdam | 1995       |
| Ez egy nagy titok                | zene, szöveg       |                                                                                      | Republic                    | Én vagyok a világ            | 1992       |
| Ezer tél                         | zene               | Boros Csaba, Nagy László Attila, Patai Tamás, Tóth Zoltán (zene)                     | Republic                    | Köztársaság                  | 2010       |
| Ez itt egy ló                    | szöveg             | Tóth Zoltán (zene)                                                                   | Republic                    | Aki hallja, adja át!!!       | 2003       |
| Ez most a válasz                 | zene, szöveg       |                                                                                      | Republic                    | Köztársaság                  | 2010       |
| Ezt a földet választottam        | zene, szöveg       |                                                                                      | Republic                    | Zászlók a szélben            | 1997       |

## F
| Dal címe                          | Szerzőség    | Szerzőtárs           | Előadó       | Album                    | Megjelenés |
| --------------------------------- | ------------ | -------------------- | ------------ | ------------------------ | ---------- |
| Fáj a szívem érted                | zene, szöveg |                      | Republic     | Disco                    | 1994       |
| A fák az égig érnek               | szöveg       | Patai Tamás (zene)   | Republic     | Tiszta udvar, rendes ház | 2008       |
| Falu szélén ruhát mosnak a lányok | zene, szöveg |                      | Republic     | Hahó öcsi!!!             | 1993       |
| Fekete, vörös, kék                | szöveg       | Patai Tamás (zene)   | Republic     | Disco                    | 1994       |
| Felhőnyalogató                    | zene, szöveg | Tóth Zoltán          | Halász Judit | Rendkívüli gyereknap     | 1998       |
| Feljön a nap az égen              | szöveg       | Tóth Zoltán (zene)   | Republic     | Üzenet                   | 1998       |
| Fényes utakon                     | szöveg       | Tóth Zoltán (zene)   | Republic     | Hahó öcsi!!!             | 1993       |
| Fényvándor                        | zene         | Tóth Krisztina verse | Koncz Zsuzsa | Egyszerű ez…             | 2006       |
| Furcsa magasban                   | zene, szöveg |                      | Cipőfűző     | kiadatlan                | kiadatlan  |
| Furcsa magasban                   | zene, szöveg | Republic             | Tüzet viszek | 1995                     |            |

## G
| Dal címe                   | Szerzőség    | Szerzőtárs         | Előadó   | Album               | Megjelenés |
| -------------------------- | ------------ | ------------------ | -------- | ------------------- | ---------- |
| Gagarin                    | zene, szöveg |                    | Republic | Kenyér vagy igazság | 2006       |
| Gurul a kő                 | szöveg       | Tóth Zoltán (zene) | Republic | Indul a mandula!!!  | 1991       |
| Gurul a kő (Rád gondoltam) | zene, szöveg |                    | Republic | Zászlók a szélben   | 1997       |

## Gy
| Dal címe                          | Szerzőség    | Szerzőtárs         | Előadó                  | Album                        | Megjelenés |
| --------------------------------- | ------------ | ------------------ | ----------------------- | ---------------------------- | ---------- |
| Gyere holnap                      | zene, szöveg |                    | Republic                | Miért, maga bohóc?           | 2011       |
| Gyere-hopp!!!                     | zene, szöveg |                    | Republic                | Igen                         | 1996       |
| Gyere közelebb, menekülj el       | zene, szöveg |                    | Republic & Rajcs Renáta | A Cipő és a Lány – Amsterdam | 1995       |
| Gyere közelebb, menekülj el       | zene, szöveg | Republic           | Fényes utakon           | 2007                         |            |
| Gyere ültess el!!!                | szöveg       | Patai Tamás (zene) | Republic                | A reklám után                | 2001       |
| Gyerek vagyok                     | zene, szöveg |                    | Cipőfűző                | kiadatlan                    | kiadatlan  |
| Gyerek vagyok                     | zene, szöveg | Republic           | Hoppá-Hoppá!!!          | 1991                         |            |
| Gyerek vagyok                     | zene, szöveg | Republic           | Igen                    | 1996                         |            |
| Gyerek vagyok                     | zene, szöveg | Cseh Tamás         | Levélváltás             | 2000                         |            |
| Gyorsabban, Erősebben, Magasabbra | zene, szöveg |                    | Republic                | Zászlók a szélben            | 1997       |

## H
| Dal címe                         | Szerzőség          | Szerzőtárs                                                                                      | Előadó                  | Album                        | Megjelenés |
| -------------------------------- | ------------------ | ----------------------------------------------------------------------------------------------- | ----------------------- | ---------------------------- | ---------- |
| Hacsaturján harmóniáira          | zene (feldolgozás) | Aram Iljics Hacsaturján műve alapján; Boros Csaba, Nagy László Attila, Patai Tamás, Tóth Zoltán | Republic                | Klasszikusok                 | 2013       |
| Ha itt lennél velem              | zene, szöveg       |                                                                                                 | Republic                | Disco                        | 1994       |
| Hajrá Kísértet!!!                | zene, szöveg       |                                                                                                 | Republic                | A reklám után                | 2001       |
| Ha mégegyszer láthatnám          | zene, szöveg       |                                                                                                 | Republic                | Zászlók a szélben            | 1997       |
| Hami-hami, hami-hami             | szöveg             | Patai Tamás (zene)                                                                              | Republic                | Tiszta udvar, rendes ház     | 2008       |
| Ha Neked jó, az nekem rossz      | zene, szöveg       |                                                                                                 | Republic                | Tüzet viszek                 | 1995       |
| Harmadik Háború                  | zene, szöveg       |                                                                                                 | Republic                | Zászlók a szélben            | 1997       |
| Hazudj még nekem                 | zene, szöveg       |                                                                                                 | Republic                | Hoppá-Hoppá!!!               | 1991       |
| Hazudj még nekem                 | zene, szöveg       | Cseh Tamás                                                                                      | Levélváltás             | 2000                         |            |
| A hídon át                       | szöveg             | Tóth Zoltán (zene)                                                                              | Republic                | Bólints Tibi!                | 2012       |
| Hogy volt az Kubában?            | zene, szöveg       |                                                                                                 | Republic                | Fényes utakon                | 2007       |
| Hol a gyufám?                    | szöveg             | Patai Tamás (zene)                                                                              | Republic                | Köztársaság                  | 2010       |
| Holdeső, napsugár                | zene, szöveg       |                                                                                                 | Republic & Rajcs Renáta | A Cipő és a Lány – Amsterdam | 1995       |
| Hosszú haj, hülye zene           | zene, szöveg       |                                                                                                 | Republic                | Tiszta udvar, rendes ház     | 2008       |
| Hotel Félelem                    | szöveg             | Patai Tamás (zene)                                                                              | Republic                | Aki hallja, adja át!!!       | 2003       |
| Hová fut és hová szalad          | zene, szöveg       |                                                                                                 | Republic                | Köztársaság                  | 2010       |
| Hozd el azt a napot (Szatyi-dal) | zene, szöveg       |                                                                                                 | Republic                | Igen                         | 1996       |
| Hulla-hopp, ha meghalok!!!!      | szöveg             | Patai Tamás                                                                                     | Republic                | Bólints Tibi!                | 2012       |
| Húzd barom, húzd                 | szöveg             | Tóth Zoltán (zene)                                                                              | Republic                | Hoppá-Hoppá!!!               | 1991       |

## I
| Dal címe             | Szerzőség    | Szerzőtárs            | Előadó                  | Album                        | Megjelenés |
| -------------------- | ------------ | --------------------- | ----------------------- | ---------------------------- | ---------- |
| Igazi szerelem       | zene, szöveg |                       | Republic                | Indul a mandula!!!           | 1991       |
| Igaz volt minden szó | zene, szöveg |                       | Republic                | Üzenet                       | 1998       |
| Igen                 | zene, szöveg |                       | Republic                | Igen                         | 1996       |
| Ima a gyermekekért   | zene         | Szabó Lőrinc verse    | Halász Judit            | Hívd a nagymamát             | 2005       |
| Ima a gyermekekért   | zene         | Szabó Lőrinc verse    | Republic                | Fényes utakon                | 2007       |
| Immer Wieder         | zene         | Rajcs Renáta (szöveg) | Republic & Rajcs Renáta | A Cipő és a Lány – Amsterdam | 1995       |

## J
| Dal címe                        | Szerzőség    | Szerzőtárs         | Előadó      | Album                        | Megjelenés |
| ------------------------------- | ------------ | ------------------ | ----------- | ---------------------------- | ---------- |
| Játsszatok gyerekek, játsszatok | zene, szöveg |                    | Republic    | Disco                        | 1994       |
| Játssz egy kicsit a tűzzel      | szöveg       | Patai Tamás (zene) | Republic    | Tüzet viszek                 | 1995       |
| Jelena és a Krím-félsziget      | zene, szöveg |                    | Republic    | Bólints Tibi!                | 2012       |
| Jópofa vagyok                   | zene, szöveg |                    | Republic    | Hoppá-Hoppá!!!               | 1991       |
| Jópofa vagyok                   | zene, szöveg | Cseh Tamás         | Levélváltás | 2000                         |            |
| Jó reggelt kívánok              | zene, szöveg |                    | Republic    | Hoppá-Hoppá!!!               | 1991       |
| Jöhet a bumm, bumm, bumm        | zene, szöveg |                    | Republic    | Disco                        | 1994       |
| Jöjj hozzám bárhonnan           | szöveg       | Boros Csaba (zene) | Republic    | 1 Magyarország 1 Mennyország | 2005       |
| Jönnek a hadvezérek             | szöveg       | Patai Tamás (zene) | Republic    | 1 Magyarország 1 Mennyország | 2005       |

## K
| Dal címe                      | Szerzőség    | Szerzőtárs                | Előadó                  | Album                              | Megjelenés |
| ----------------------------- | ------------ | ------------------------- | ----------------------- | ---------------------------------- | ---------- |
| Kapd el gyorsan               | zene, szöveg |                           | Republic                | Disco                              | 1994       |
| Kedves Hazám                  | zene, szöveg |                           | Republic                | Mohikán                            | 2004       |
| Kék és narancssárga           | zene, szöveg |                           | Republic & Rajcs Renáta | A Cipő és a Lány – Amsterdam       | 1995       |
| Kék és narancssárga           | zene, szöveg | Cseh Tamás                | Levélváltás             | 2000                               |            |
| Kék hotel Csak szállj         | zene         | Gráf Légrádi Balázs verse | Republic                | Tiszta udvar, rendes ház           | 2008       |
| Kék hotel Csak szállj         | zene         | Gráf Légrádi Balázs verse | Koncz Zsuzsa            | 37                                 | 2010       |
| Kedves Barátom                | zene, szöveg |                           | Republic                | Mennyi még, Béla!?                 | 2002       |
| A kés hegyén táncol az élet   | zene, szöveg |                           | Republic                | Én vagyok a világ                  | 1992       |
| Kicsi, gyere velem            | szöveg       | Boros Csaba (zene)        | Republic                | Hahó öcsi!!!                       | 1993       |
| Kezedre üss rá most!!!        | szöveg       | Patai Tamás (zene)        | Republic                | Mohikán                            | 2004       |
| Kezemből esznek a galambok    | zene, szöveg |                           | Republic                | Aki hallja, adja át!!!             | 2003       |
| Kirúgjuk magunk alól a Földet | zene, szöveg |                           | Republic                | Mennyi még, Béla!?                 | 2002       |
| Kis borzasztó                 | szöveg       | Patai Tamás (zene)        | Republic                | Boldogság.hu                       | 1999       |
| A kisdobos                    | zene, szöveg |                           | Republic                | Boldogság.hu                       | 1999       |
| Kísérlet                      | szöveg       | Boros Csaba (zene)        | Republic                | Boldogság.hu                       | 1999       |
| Ki viszi át a szerelmet       | zene         | Nagy László verse         | Republic                | Az évtized dalai – Szerelmes dalok | 1999       |
| Kóbor kutyák                  | zene, szöveg |                           | Republic                | Kenyér vagy igazság                | 2006       |
| Könnyek helyett               | szöveg       | Boros Csaba (zene)        | Republic                | Üzenet                             | 1998       |
| Kurdisztánba a hegyek közé    | zene, szöveg |                           | Republic                | Boldogság.hu                       | 1999       |

## L
| Dal címe                   | Szerzőség    | Szerzőtárs                      | Előadó                      | Album                        | Megjelenés |
| -------------------------- | ------------ | ------------------------------- | --------------------------- | ---------------------------- | ---------- |
| Lalálelélóluli             | zene, szöveg |                                 | Halász Judit                | Hívd a nagymamát             | 2005       |
| Lángolj és égj el          | zene, szöveg |                                 | Republic                    | Indul a mandula!!!           | 1991       |
| Lassú vonat érkezik        | zene, szöveg |                                 | Republic                    | Én vagyok a világ            | 1992       |
| A legszebb, a legnagyobb   | zene, szöveg |                                 | Republic                    | Tüzet viszek                 | 1995       |
| A legszebb álmaimban jársz | szöveg       | Boros Csaba (zene)              | Republic                    | Kenyér vagy igazság          | 2006       |
| A legszebb csillag         | szöveg       | Patai Tamás, Tóth Zoltán (zene) | Republic                    | 1 Magyarország 1 Mennyország | 2005       |
| A legszebb évem            | szöveg       | Patai Tamás (zene)              | Republic                    | Mennyi még, Béla!?           | 2002       |
| Légy aki vagy              | zene         | Jánosi György verse             | Republic                    | Kenyér vagy igazság          | 2006       |
| Legyen Neked Karácsony!    | szöveg       | Boros Csaba (zene)              | Republic                    | Mennyi még, Béla!?           | 2002       |
| Legyen Ön is Koldus!       | szöveg       | Boros Csaba (zene)              | Republic                    | A reklám után                | 2001       |
| Legyen úgy Úgy legyen      | zene, szöveg |                                 | Koncz Zsuzsa                | Ki nevet a végén             | 2002       |
| Legyen úgy Úgy legyen      | zene, szöveg | Republic                        | Aki hallja, adja át!!!      | 2003                         |            |
| Lehet, hogy már nem jövök  | szöveg       | Boros Csaba (zene)              | Republic                    | Igen                         | 1996       |
| Lélegző sárga dallamok     | szöveg       | Patai Tamás (zene)              | Republic                    | Üzenet                       | 1998       |
| Leszek a rabszolgád        | zene, szöveg |                                 | Republic                    | Zászlók a szélben            | 1997       |
| Lesz-e még, aki trombitál? | zene, szöveg |                                 | Republic                    | Mennyi még, Béla!?           | 2002       |
| Levelem!!!                 | zene, szöveg |                                 | Republic                    | Köztársaság                  | 2010       |
| Leveszem a ruhám           | zene, szöveg |                                 | Balázsovits Edit & Republic | Új Republic-dalok            | 2009       |

## M
| Dal címe                     | Szerzőség    | Szerzőtárs            | Előadó                  | Album                              | Megjelenés |
| ---------------------------- | ------------ | --------------------- | ----------------------- | ---------------------------------- | ---------- |
| A maci a krémes              | zene, szöveg |                       | Republic                | Hoppá-Hoppá!!!                     | 1991       |
| A madárjós vakáción          | zene, szöveg |                       | Republic                | Indul a mandula!!!                 | 1991       |
| Magasra dobj, magasra dobj   | szöveg       | Boros Csaba (zene)    | Republic                | Aki hallja, adja át!!!             | 2003       |
| Marci öltözik                | zene         | Tóth Krisztina verse  | Halász Judit            | Minden felnőtt volt egyszer gyerek | 2003       |
| Még egyszer nyár             | zene, szöveg |                       | Republic                | Miért, maga bohóc?                 | 2011       |
| Még itt vagyok és holnap ott | zene, szöveg |                       | Republic                | Igen                               | 1996       |
| Még kedvesem, még            | zene, szöveg |                       | Republic                | Hoppá-Hoppá!!!                     | 1991       |
| Megsimogatná arcomat         | zene, szöveg |                       | Republic                | Én vagyok a világ                  | 1992       |
| Megy a gomba                 | zene, szöveg |                       | Republic                | Üzenet                             | 1998       |
| Megyek a sorban              | szöveg       | Tóth Zoltán (zene)    | Republic                | Hoppá-Hoppá!!!                     | 1991       |
| Meleg és boldog              | zene, szöveg |                       | Republic                | Indul a mandula!!!                 | 1991       |
| Minden éjjel ugyanaz         | zene, szöveg |                       | Republic                | Hoppá-Hoppá!!!                     | 1991       |
| Mindenkinek igaza van        | zene, szöveg |                       | Republic                | Hahó öcsi!!!                       | 1993       |
| Mindent szabad               | szöveg       | ?                     | Känguru                 | ?                                  | 1989       |
| Mindig előre                 | zene, szöveg |                       | Republic                | Só és cukor                        | 2000       |
| Mindig valamit keresünk…     | zene, szöveg |                       | Republic                | A reklám után                      | 2001       |
| Mit dir                      | zene         | Rajcs Renáta (szöveg) | Republic & Rajcs Renáta | A Cipő és a Lány – Amsterdam       | 1995       |
| Mohikán                      | zene, szöveg |                       | Republic                | Mohikán                            | 2004       |
| Mondd, hogy igen             | szöveg       | Tóth Zoltán (zene)    | Republic                | Igen                               | 1996       |
| Mongólia, szerelmem Glória   | szöveg       | Patai Tamás (zene)    | Republic                | Aki hallja, adja át!!!             | 2003       |
| A mosoly az arcodon          | zene, szöveg |                       | Republic                | Üzenet                             | 1998       |

## N
| Dal címe                             | Szerzőség    | Szerzőtárs         | Előadó       | Album                        | Megjelenés |
| ------------------------------------ | ------------ | ------------------ | ------------ | ---------------------------- | ---------- |
| Nap, Hold, Csillagok                 | zene, szöveg |                    | Republic     | A Cipő és a Lány – Amsterdam | 1995       |
| Nagy bajban van a barátom            | zene, szöveg |                    | Republic     | Hahó öcsi!!!                 | 1993       |
| Nagy baj van, hol a szívem           | zene, szöveg |                    | Republic     | Mennyi még, Béla!?           | 2002       |
| A Nagy Hajó                          | szöveg       | Boros Csaba (zene) | Republic     | A reklám után                | 2001       |
| Nagy kő zuhan                        | zene, szöveg |                    | Republic     | Aki hallja, adja át!!!       | 2003       |
| Ne bántsd a barmot                   | zene, szöveg |                    | Republic     | Hoppá-Hoppá!!!               | 1991       |
| Neked könnyű lehet                   | zene, szöveg |                    | Republic     | Indul a mandula!!!           | 1991       |
| Nekem a tíz tiszta víz               | szöveg       | Boros Csaba        | Republic     | Köztársaság                  | 2010       |
| Nekünk az igazi                      | zene, szöveg |                    | Republic     | Zászlók a szélben            | 1997       |
| Nem félek a sárkánytól               | szöveg       | Boros Csaba (zene) | Republic     | Bólints Tibi!                | 2012       |
| Nem fér bele csak a fele             | zene, szöveg |                    | Republic     | A reklám után                | 2001       |
| Nem jöttél, nem is írtál             | zene, szöveg |                    | Cipőfűző     | kiadatlan                    | kiadatlan  |
| Nem jöttél, nem is írtál             | zene, szöveg | Republic           | Boldogság.hu | 1999                         |            |
| Nem kell félni                       | szöveg       | Boros Csaba (zene) | Republic     | 1 Magyarország 1 Mennyország | 2005       |
| Nem, nem, nem, nem                   | zene, szöveg |                    | Republic     | Disco                        | 1994       |
| Nem vagyok rosszabb, csak más vagyok | zene, szöveg |                    | Republic     | Én vagyok a világ            | 1992       |
| Ne sírj, kedves                      | szöveg       | Tóth Zoltán (zene) | Republic     | Hahó öcsi!!!                 | 1993       |
| Ne válaszolj, ne kérdezz             | szöveg       | Boros Csaba (zene) | Republic     | Tiszta udvar, rendes ház     | 2008       |

## O
| Dal címe            | Szerzőség | Szerzőtárs         | Előadó   | Album       | Megjelenés |
| ------------------- | --------- | ------------------ | -------- | ----------- | ---------- |
| Odaütnél, ha tudnál | szöveg    | Boros Csaba (zene) | Republic | Só és cukor | 2000       |

## Ö, Ő
| Dal címe                            | Szerzőség    | Szerzőtárs         | Előadó                      | Album                        | Megjelenés |
| ----------------------------------- | ------------ | ------------------ | --------------------------- | ---------------------------- | ---------- |
| Az Ő neve                           | zene, szöveg |                    | Republic                    | Zászlók a szélben            | 1997       |
| Örökre nem Sose voltál, mindig vagy | szöveg       | Boros Csaba (zene) | Balázsovits Edit & Republic | Új Republic-dalok            | 2009       |
| Örökre nem Sose voltál, mindig vagy | szöveg       | Boros Csaba (zene) | Republic                    | Miért, maga bohóc?           | 2011       |
| Összehordja a szél szemetet         | szöveg       | Boros Csaba (zene) | Republic                    | 1 Magyarország 1 Mennyország | 2005       |
| Az összes dalom                     | zene, szöveg |                    | Republic                    | Mohikán                      | 2004       |

## P
| Dal címe                | Szerzőség          | Szerzőtárs                                                                               | Előadó   | Album              | Megjelenés |
| ----------------------- | ------------------ | ---------------------------------------------------------------------------------------- | -------- | ------------------ | ---------- |
| Paganini dallamaira     | zene (feldolgozás) | Niccolò Paganini műve alapján; Boros Csaba, Nagy László Attila, Patai Tamás, Tóth Zoltán | Republic | Klasszikusok       | 2013       |
| Pionyírok, előre bátran | zene, szöveg       |                                                                                          | Republic | Indul a mandula!!! | 1991       |

## R
| Dal címe      | Szerzőség    | Szerzőtárs           | Előadó       | Album              | Megjelenés |
| ------------- | ------------ | -------------------- | ------------ | ------------------ | ---------- |
| Repül a bálna | zene, szöveg |                      | Republic     | Indul a mandula!!! | 1991       |
| Repülő        | zene         | Tóth Krisztina verse | Koncz Zsuzsa | Tündérország       | 2013       |
| A rózsák vére | zene, szöveg |                      | Republic     | A rózsa vére       | 1998       |
| A rózsák vére | zene, szöveg | Nagy-Kálózy Eszter   |              | A rózsa vére       | 1998       |
| A rózsák vére | zene, szöveg | Gyenge Béla          |              | A rózsa vére       | 1998       |

## S
| Dal címe                   | Szerzőség    | Szerzőtárs         | Előadó       | Album               | Megjelenés |
| -------------------------- | ------------ | ------------------ | ------------ | ------------------- | ---------- |
| Semmi sincs Minden itt van | szöveg       | Tóth Zoltán (zene) | Koncz Zsuzsa | Ég és föld között   | 1997       |
| Semmi sincs Minden itt van | szöveg       | Tóth Zoltán (zene) | Republic     | Üzenet              | 1998       |
| Shalom                     | zene         |                    | Republic     | Igen                | 1996       |
| Sírás lesz a vége          | zene, szöveg |                    | Republic     | Hoppá-Hoppá!!! (CD) | 1995       |
| Só és cukor                | szöveg       | Boros Csaba (zene) | Republic     | Só és cukor         | 2000       |
| Soha ne menj oda           | zene, szöveg |                    | Republic     | Boldogság.hu        | 1999       |
| Soha nem veszíthetsz el    | zene, szöveg |                    | Republic     | Igen                | 1996       |

## Sz
| Dal címe                     | Szerzőség    | Szerzőtárs              | Előadó          | Album                              | Megjelenés |
| ---------------------------- | ------------ | ----------------------- | --------------- | ---------------------------------- | ---------- |
| Szabadíts meg                | szöveg       | Patai Tamás (zene)      | Republic        | Aki hallja, adja át!!!             | 2003       |
| Szabadság                    | zene         | Heltai Jenő verse       | Koncz Zsuzsa    | Egyszerű ez…                       | 2006       |
| Szállj el kismadár           | zene, szöveg |                         | Republic        | Tüzet viszek                       | 1995       |
| Számolj el tízig             | szöveg       | Szigeti Ferenc (zene ?) | Krokodil        | kiadatlan                          | kiadatlan  |
| Száz arany kesztyű           | szöveg       | Patai Tamás (zene)      | Republic        | Köztársaság                        | 2010       |
| Szemében a csillagok         | szöveg       | Tóth Zoltán (zene)      | Republic        | Köztársaság                        | 2010       |
| Szerelmes mindenkibe         | zene, szöveg |                         | Republic        | A reklám után                      | 2001       |
| Szerelmes vagyok             | zene, szöveg |                         | Republic        | Indul a mandula!!!                 | 1991       |
| A szerelő                    | szöveg       | Boros Csaba (zene)      | Republic        | Boldogság.hu                       | 1999       |
| Szeretem, mert…              | szöveg       | Boros Csaba (zene)      | Republic        | Mennyi még, Béla!?                 | 2002       |
| Szeretem nagyon az embereket | zene, szöveg |                         | Republic        | A Cipő és a Lány – Amsterdam       | 1995       |
| Szeretni valakit valamiért   | zene, szöveg |                         | Republic        | Hoppá-Hoppá!!!                     | 1991       |
| Szeretni valakit valamiért   | zene, szöveg | Koncz Zsuzsa            | Miénk itt a tér | 1996                               |            |
| Szitakötő tánca              | zene         | Kányádi Sándor verse    | Halász Judit    | Minden felnőtt volt egyszer gyerek | 2003       |
| A szív a kőre                | zene, szöveg |                         | Republic        | Fényes utakon                      | 2007       |
| A szó az első                | zene, szöveg |                         | Republic        | Mennyi még, Béla!?                 | 2002       |

## T
| Dal címe                      | Szerzőség    | Szerzőtárs         | Előadó   | Album                              | Megjelenés |
| ----------------------------- | ------------ | ------------------ | -------- | ---------------------------------- | ---------- |
| Takard be magad!              | szöveg       | Boros Csaba (zene) | Republic | Bólints Tibi!                      | 2012       |
| Távolban egy fehér vitorla    | szöveg       | Boros Csaba (zene) | Republic | A reklám után                      | 2001       |
| Te add tovább!                | szöveg       | Boros Csaba (zene) | Republic | Aki hallja, adja át!!!             | 2003       |
| Te edd meg a lekvárt!!        | szöveg       | Boros Csaba (zene) | Republic | Köztársaság                        | 2010       |
| Télapó, Te nem is vagy télapó | zene, szöveg |                    | Republic | Hahó öcsi!!!                       | 1993       |
| A teve a tű fokán             | zene, szöveg |                    | Republic | A reklám után                      | 2001       |
| Törjön szét                   | szöveg       | Tóth Zoltán (zene) | Republic | Én vagyok a világ                  | 1992       |
| Tudom, hogy mindent látsz     | zene, szöveg |                    | Republic | Az évtized dalai – Közérzeti dalok | 1999       |
| Túl sok a király              | zene, szöveg |                    | Republic | Só és cukor                        | 2000       |
| Tündérkert                    | szöveg       | Patai Tamás (zene) | Republic | Fényes utakon                      | 2007       |
| Tündért láttam                | zene, szöveg |                    | Republic | Aki hallja, adja át!!!             | 2003       |
| A tűzzel játszom              | zene, szöveg |                    | Republic | Aki hallja, adja át!!!             | 2003       |

## Ty
| Dal címe   | Szerzőség    | Szerzőtárs | Előadó   | Album               | Megjelenés |
| ---------- | ------------ | ---------- | -------- | ------------------- | ---------- |
| Tyereskova | zene, szöveg |            | Republic | Kenyér vagy igazság | 2006       |

## U, Ú
| Dal címe                | Szerzőség    | Szerzőtárs         | Előadó   | Album  | Megjelenés |
| ----------------------- | ------------ | ------------------ | -------- | ------ | ---------- |
| Utánam srácok!!!        | zene, szöveg |                    | Republic | Disco  | 1994       |
| Az utca mindkét oldalán | szöveg       | Patai Tamás (zene) | Republic | Üzenet | 1998       |

## Ü
| Dal címe                               | Szerzőség    | Szerzőtárs         | Előadó             | Album | Megjelenés |
| -------------------------------------- | ------------ | ------------------ | ------------------ | ----- | ---------- |
| Üveggyöngy                             | szöveg       | Patai Tamás (zene) | Republic           | Igen  | 1996       |
| Üzenet az égből Hol vagy, ha szeretsz? | zene, szöveg |                    | Koncz Zsuzsa       | 37    | 2010       |
| Üzenet az égből Hol vagy, ha szeretsz? | zene, szöveg | Republic           | Miért, maga bohóc? | 2011  |            |

## V
| Dal címe                            | Szerzőség    | Szerzőtárs         | Előadó       | Album                        | Megjelenés |
| ----------------------------------- | ------------ | ------------------ | ------------ | ---------------------------- | ---------- |
| Vágyutazók – Még egy levél Tamásnak | szöveg       | Boros Csaba (zene) | Republic     | Aki hallja, adja át!!!       | 2003       |
| Valahogy másképp történt meg        | zene, szöveg |                    | Cipőfűző     | kiadatlan                    | kiadatlan  |
| Valahogy másképp történt meg        | zene, szöveg | Republic           | Hahó öcsi!!! | 1993                         |            |
| Valahogy másképp történt meg        | zene, szöveg | Cseh Tamás         | Levélváltás  | 2000                         |            |
| Válaszd a legrosszabbat             | zene, szöveg |                    | Republic     | Indul a mandula!!!           | 1991       |
| Válassz egy csillagot               | zene, szöveg |                    | Republic     | Én vagyok a világ            | 1992       |
| Varázsló és Indián                  | szöveg       | Patai Tamás (zene) | Republic     | Tüzet viszek                 | 1995       |
| Varázsolj a szívemmel               | zene, szöveg |                    | Republic     | Tüzet viszek                 | 1995       |
| Varsó hiába várod                   | szöveg       | Boros Csaba        | Republic     | Mohikán                      | 2004       |
| Vedd el                             | zene, szöveg |                    | Republic     | Indul a mandula!!!           | 1991       |
| Veled bármit                        | szöveg       | Boros Csaba (zene) | Republic     | Fényes utakon                | 2007       |
| Veri a habot                        | zene, szöveg |                    | Republic     | 1 Magyarország 1 Mennyország | 2005       |
| Veszel vagy Eladsz                  | szöveg       | Patai Tamás (zene) | Republic     | Mohikán                      | 2004       |
| Vigyetek el engem is                | zene, szöveg |                    | Republic     | Disco                        | 1994       |
| A víz alatt                         | zene, szöveg |                    | Republic     | Boldogság.hu                 | 1999       |
| Vízöntő                             | zene, szöveg |                    | Republic     | Boldogság.hu                 | 1999       |
| Volt itt egy Ország                 | zene, szöveg |                    | Republic     | 1 Magyarország 1 Mennyország | 2005       |
| Volt néhány napom és néhány nevem   | zene, szöveg |                    | Republic     | Fényes utakon                | 2007       |

## Z
| Dal címe          | Szerzőség    | Szerzőtárs | Előadó   | Album             | Megjelenés |
| ----------------- | ------------ | ---------- | -------- | ----------------- | ---------- |
| Zászlók a szélben | zene, szöveg |            | Republic | Zászlók a szélben | 1997       |

## Zs
| Dal címe           | Szerzőség    | Szerzőtárs | Előadó   | Album                  | Megjelenés |
| ------------------ | ------------ | ---------- | -------- | ---------------------- | ---------- |
| Zsoldosok, katonák | zene, szöveg |            | Republic | Aki hallja, adja át!!! | 2003       |